# Biologischer Grenzwert
Der Biologische Grenzwert (BGW) (alte Bezeichnung BAT für Biologischer Arbeitsplatztoleranzwert, BGBl. I S. 1470) ist ein Grenzwert für die Konzentration eines Stoffes, seines Metaboliten oder eines Beanspruchungsindikators im biologischen Material eines Beschäftigten (§ 2 der Gefahrstoffverordnung). Er gibt an, bis zu welcher Konzentration die Gesundheit von Beschäftigten im Allgemeinen nicht beeinträchtigt wird. Bei dem biologischen Untersuchungsmaterial, in dem die Konzentration des entsprechenden Parameters bestimmt wird, kann es sich um Vollblut, Erythrozytenfraktion des Vollblutes, Blutplasma, Blutserum oder Urin handeln.
Bei der Festlegung der Grenzwerte wird in der Regel von einer achtstündigen Exposition bei 40 Arbeitsstunden pro Woche ausgegangen. Die Grenzwerte gelten in der Regel für Einzelstoffe.

## Deutschland
In Deutschland wurde der BGW am 1. Januar 2005 mit der Neufassung der Gefahrstoffverordnung (GefStoffV) eingeführt. Das Bundesministerium für Arbeit und Soziales legt die Grenzwerte fest. Das Ministerium wird dabei vom Ausschuss für Gefahrstoffe beraten. Der Ausschuss berücksichtigt die Vorschläge der ständigen Senatskommission zur Prüfung gesundheitsschädlicher Arbeitsstoffe der Deutschen Forschungsgemeinschaft (DFG) und der Europäischen Union bei der Setzung von Grenzwerten. Die biologischen Grenzwerte werden in der Technischen Regel für Gefahrstoffe 903 (TRGS 903) veröffentlicht. Die Bekanntgabe erfolgt über das Gemeinsame Ministerialblatt (GMBl).
Nach der  arbeitsmedizinischen Regel (AMR) 6.2 „Biomonitoring“ dürfen die biologischen Grenzwerte herangezogen werden, um  Biomonitoring-Befunde zu beurteilen, die innerhalb der arbeitsmedizinischen Vorsorge bei einem Beschäftigten erhoben wurden. Falls kein niedriger nationaler BGW für einen Stoff festgelegt ist, muss nach TRGS 903 der verbindliche biologische Grenzwert der EU bei der Gefährdungsbeurteilung herangezogen werden. Die Einhaltung von biologischen Grenzwerten entbindet den Arbeitgeber nicht von einer Überwachung der Stoffkonzentration in der Luft und der Einhaltung des Arbeitsplatzgrenzwertes nach TRGS 900.
Mit Ausnahme von akut toxischen Stoffen sind die BGW seit 2013 nicht mehr als Höchstwerte für gesunde Einzelpersonen definiert, sondern folgen dem sogenannten „Mittelwertskonzept“. Danach darf die mittlere Konzentration des untersuchten Parameters bei mehreren Untersuchungen einer Person den BGW nicht überschreiten. Es kann nicht aus einer einzelnen Überschreitung des BGW auf eine gesundheitliche Beeinträchtigung geschlossen werden. Eine ähnliche Neukonzeption wurde von der Deutschen Forschungsgemeinschaft 2007 und in der Schweiz von der Suva 2009 für die biologische Arbeitsstoff-Toleranzkonzentration vorgenommen.
Für die Aufstellung von Biologischen Grenzwerten sind ausreichende arbeitsmedizinische und toxikologische Erfahrungen in Bezug auf Menschen erforderlich. Da nach heutigem Stand für krebserzeugende Gefahrstoffe keine als unbedenklich anzusehenden biologischen Werte angegeben werden können, gibt es für sie keine BGW. Die Liste der relevanten Gefahrstoffe am Arbeitsplatz enthält unter anderem auch Angaben zu den BGW.

## Europäische Union
In der Europäischen Union ist es die Aufgabe des Wissenschaftlichen Ausschusses für Grenzwerte berufsbedingter Exposition (SCOEL), Empfehlungen für biologische Grenzwerte (englisch biological limit value, BLV) zu erarbeiten. Gemäß der Richtlinie 98/24/EG können von der EU-Kommission verbindliche biologische Grenzwerte festgelegt werden (englisch binding biological limit value, BBLV), die als Mindeststandards von allen EU-Mitgliedsstaaten übernommen werden müssen. Bisher wurde nur für Blei und seine Ionenverbindungen so ein verbindlicher biologischer Grenzwert der EU festgelegt (98/24/EG).